# Halasooru, Alur
Halasooru là một làng thuộc tehsil Alur, huyện Hassan, bang Karnataka, Ấn Độ.